# Alzou (Aveyron)
Der Alzou ist ein Fluss in Frankreich, der im Département Aveyron in der Region Okzitanien verläuft. Er entspringt im Gemeindegebiet von Goutrens, entwässert generell in südwestlicher Richtung und mündet nach 44 Kilometern in Villefranche-de-Rouergue als rechter Nebenfluss in den Aveyron.

## Orte am Fluss
- Goutrens
- Brandonnet
- Maleville
- Villefranche-de-Rouergue